# Cymbalophora haberhaueri
Cymbalophora haberhaueri är en fjärilsart som beskrevs av Alphéraky 1888. Cymbalophora haberhaueri ingår i släktet Cymbalophora och familjen björnspinnare. Inga underarter finns listade i Catalogue of Life.